# Tebaida (epos)

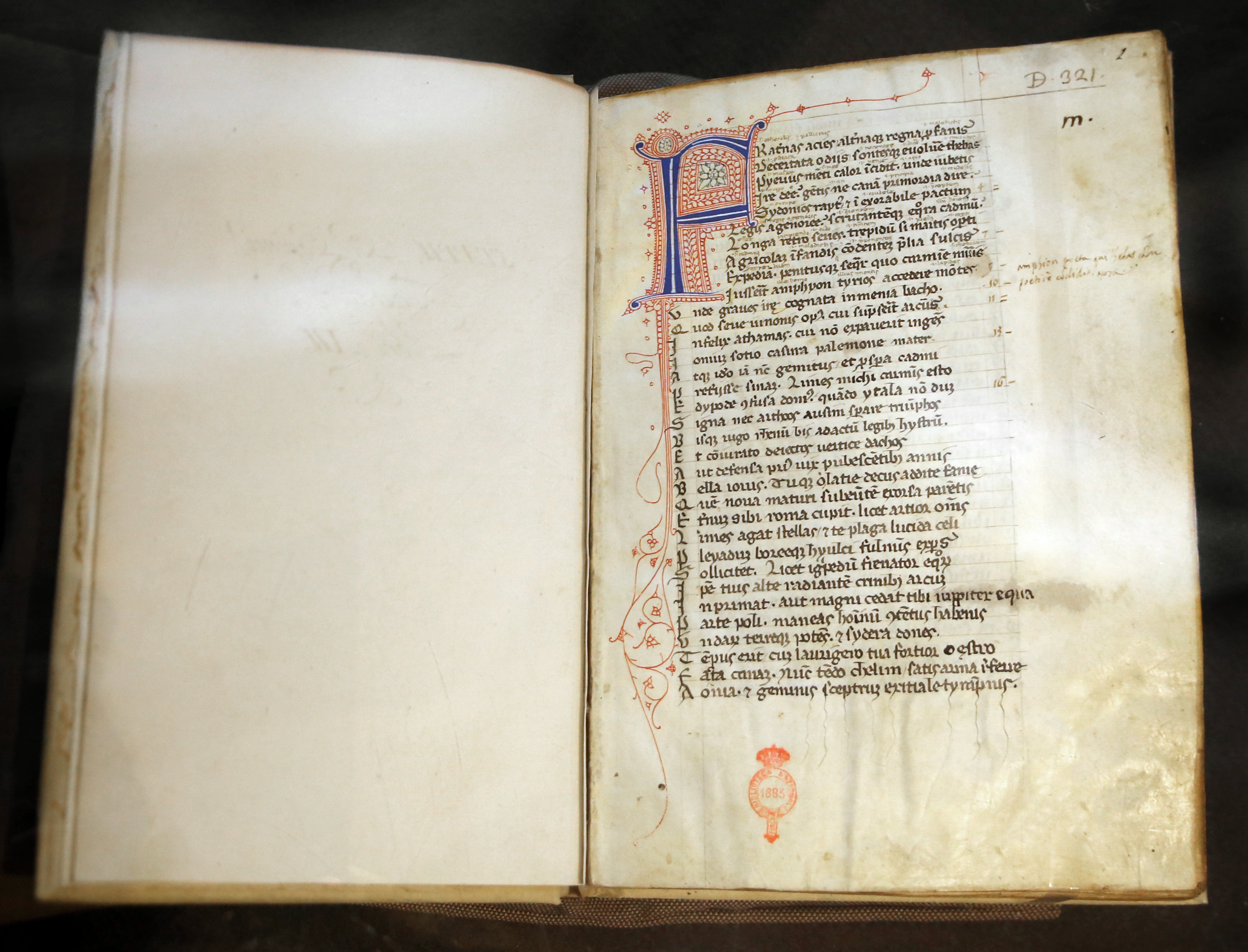
Wydanie eposu z XIV wieku

Tebaida – poemat epicki rzymskiego poety Publiusza Papiniusza Stacjusza. Opowiada on o walkach, jakie toczyli między sobą o panowanie nad greckimi Tebami synowie króla Edypa, Polinejkes i Eteokles. Utwór napisany został heksametrem daktylicznym. W wielu miejscach nawiązuje do epiki Wergiliusza.

## Przekład
Tebaidę Stacjusza przełożył na język polski Mieczysław Brożek.